# Pachycarpus eximius
Pachycarpus eximius är en oleanderväxtart som först beskrevs av Rudolf Schlechter, och fick sitt nu gällande namn av Arthur Allman Bullock. Pachycarpus eximius ingår i släktet Pachycarpus och familjen oleanderväxter. Inga underarter finns listade i Catalogue of Life.